# Kamisama Dolls
Kamisama Dolls (яп. 神様ドォルズ Камисама Дорудзу) — аниме режиссёра Хадзимэ Ямамуры, вышедшее в 2011 году.

## Сюжет
История повествует о студенте колледжа по имени Кёхэй Куга. Чтобы избежать преследования после событий, которые произошли в родном селе, главный герой переезжает из сельского района в Токио. Село, в котором вырос главный герой, поклоняется Божествам, известным как какаси. Его Божеством являлось Кукури. Однако, после страшной резни, произошедшей в его деревне, он решает отказаться от Кукури, которая перейдёт к его младшей сестре Утао.
Вскоре после этого он знакомится с молодой девушкой Хибино Сиба (史場 日々乃), отец которой родился в той же деревне, что и Кёхэй. Однако вскоре в его квартиру попадает Утао с Кукури и бывший сводный брат Аки со своим Божеством, которого Кёхэй ненавидит за резню, что он устроил в деревне…

## Персонажи
- Кёхэй Куга (яп. 枸雅 匡平 Куга Кё:хэй)

Главный герой, который оставил свой родной дом и свои обязанности перед Божествами, как Повелевающий, и переехал в Токио, чтобы жить нормальной собственной жизнью. Куга — самый сильный Повелевающий, поскольку он в состоянии открыть левую руку Божества, которая запускает сильный луч с непревзойдённой силой, что столетиями не удавалось сделать другим Повелевающим. Кёхэй был партнёром Божества по имени Кукури, но после страшных событий в деревне отказался быть Повелевающим, и Божество перешло к его младшей сестре Утао. После приезда в Токио познакомился с Хибино Сибой. Через некоторое время переселился к её семье вместе со своей сестрой в связи с тем, что его квартира была разрушена. В конце концов, Кёхэй понял, что влюбился в Хибино, и когда она оказалась в опасности, юноша всеми силами пытался её спасти.
Сэйю: Нобухико Окамото
- Хибино Сиба (яп. 史場 日々乃 Сиба Хибино)

Молодая девушка, обладательница привлекательной внешности и большой груди, из-за чего она попадает в конфузные ситуации. Является одной из самых привлекательных девушек колледжа, в который поступил Кёхеэ Куга. Её отец родом из того же села, что и Кёхэй. Вместе с отцом является владелицей небольшой забегаловки. Впоследствии, когда Хибино была похищена Махиру Хюгой, Кёхэй пришёл на помощь. В итоге девушка влюбилась в Кёхэя.
Сэйю: Ай Каяно
- Утао Куга (яп. 枸雅 詩緒 Куга Утао)

Младшая сестрёнка Кёхэя Куги. После старшего брата стала Повелевающей Божества Кукури. До того, как брат покинул деревню, часто носила храмовую одежду. Несмотря на то, что после получения Божества девочку стали называть титулом «Госпожа», самой Утао это звание не нравится. Очень вспыльчивая. Недолюбливает, когда её брат находится рядом с Хибино. У девочки есть брат-близнец, Кирио, который родился на несколько секунд позже Утао.
Сэйю: Мисато Фукуэн